# Процес срещу вражеска група в противопожарната защита
Процесът срещу вражеска група в противопожарната защита е показен процес от 1952 година, организиран от тоталитарния комунистически режим в България срещу група висши служители на противопожарната служба начело с нейния началник Бою Божков.
Процесът е част от поредица пропагандни дела на режима, с които той се опитва да се оправдае за провали в различни области на управлението, хвърляйки вината за тях върху предполагаеми активни действия на политически враждебни „вредителски групи“. Повод за процеса срещу служителите на пожарната е поредица от тежки производствени пожари в различни отрасли на икономиката.
Обвиняемите по процеса са арестувани в началото на май 1951 година. Те са началникът на пожарната генерал-майор Бою Божков, Иван Дипчиков и 10 други подполковници от службата и началникът на спомагателното предприятие „Щит“ Владимир Удрев. Според обвинението срещу тях Удрев е вербуван като агент на британското правителство и под негово влияние Божков изгражда конспиративна организация от служители на пожарната, като негов помощник става Дипчиков. Организацията полагала усилия да пречи на назначаването на лоялни на режима кадри, прокарала в законодателството вредни мерки, предизвиквала повреди в оборудването и възпрепятствала гасенето на пожари. Обвинението не описва нито един конкретен случай, в който се е случвало такова нещо, и се основава основно на изтръгнати от „Държавна сигурност“ самопризнания на обвиняемите. Главните веществени доказателства срещу Божков е намерен в дома му стар брой на опозиционния вестник „Народно земеделско знаме“ с отпечатана Фултънската реч на Уинстън Чърчил и критичната към Съветския съюз книга „Русия без маска“.
Съдът признава деветима от обвиняемите за виновни, като Бою Божков, Иван Дипчиков и Владимир Удрев получават смъртни присъди и са екзекутирани на 14 януари 1953 година.